# Het is weer zo laat!
Het is weer zo laat! was een tiendelige televisieserie die van 12 februari 1978 tot en met 23 april 1978 wekelijks door de VPRO op de zondagavond werd uitgezonden.
De serie, die ook wel bekendstond als Waldolala, werd bedacht, geschreven, samengesteld en geregisseerd door Wim van der Linden, Wim T. Schippers, Gied Jaspars en Ellen Jens. De titelsong werd gezongen door de groep Luv' en was het nummer U.O.ME (you owe me) waardoor de groep bekend werd.

## Concept
De hoofdrol werd gespeeld door Dolf Brouwers die de rol van Waldo van Dungen speelde. Eerst was Waldo corrector bij uitgeverij de Horizon en in de avonduren hulpober bij een nachtclub. Dan ontmoet hij de rijke Gé Braadslee (gespeeld door Mimi Kok jr.) en ze wordt verliefd op Waldo, trouwen en koopt de nachtclub, waarna Waldo directeur wordt. Hij noemde de nachtclub Waldolala wat een samenvoeging van "Waldo" en "O-la-la" was.
Verder kwam in de serie de figuur Boy Bensdorp (Rob van Houten) voor. Boy Bensdorp was, nadat zijn moeder op sterven lag en hij niet meer door haar kon worden opgevoed, opgevoed door Verkade. Door hem werd hij in Waldolala als protestzanger gepresenteerd met het lied "De neutronenbom". Daarna werd hij de spreekstalmeester en zag er in tegenstelling tot later in zijn smoezelige cafetaria keurig in het pak uit. 
Door gebrek aan een echte stripteasedanseres trad hij ook op als "Lola". Ook kwam de figuur Jan(tje) Vos (Clous van Mechelen) voor, de pianostemmer die geregeld met Gé Braadslee vreemdging als Waldo er niet was. Cees Schouwenaar speelde in de serie een rol van solliciterende ober en was nog niet Henk Pal. Ook speelde hij de rol van een zakenman die de deur van de wc had volgekliederd.
Nadat Waldo directeur geworden was, stelde hij Ada Blooker (Hannah de Leeuwe) aan als bedrijfsleidster, die geregeld vreemdging met Boy Bensdorp. Waldo wil (op zijn leeftijd) nog een kind van Gé, maar dat zit er niet in. Later blijkt Waldo  een dochter Petra te hebben (Katelijne Hoorweg) uit een vorige relatie. Ze blijkt zwanger te zijn en Waldo wordt opa.
Uiteindelijk brandt de nachtclub door onachtzaamheid volledig af en blijkt Waldo niet verzekerd. Gé verlaat hem en Waldo moet noodgedwongen weer terug naar uitgeverij de Horizon als corrector.
Hier moet hij het in het geheim door zijn psychiater dr. Karlheinz Lindt (Cor Beurkens) geschreven werk over hem zelf corrigeren. Deze laatste, die sprak met een sterk Duits accent, hing zich later in zijn praktijk op. Ook moet Waldo de villa van Gé verlaten en komt op een achterafkamertje bij hospita mevrouw de Beukelaer terecht. Hij stort volledig in en gaat van ellende dood. De serie eindigt dan ook op een begraafplaats, waar dochter Petra afscheid van hem neemt.
In deze laatste scène is een grafsteen van ene Wilhelmina Kuttje, geboren 1900, overleden 1967 te zien, wat de aanleiding was voor het ontstaan van het latere typetje van Wim Schippers Wilhelmina Kuttje junior.

## Over de reeks
Feitelijk was de hele serie een flashback in de ogen van zijn psychiater die samen met zijn secretaresse Thea Venz een boek met de titel "Gekker kan het niet" over het "geval" Waldo van Dungen wilde schrijven. In de eerste aflevering wordt het boek in een bibliotheek uitgeleend aan een scholier met het nadrukkelijke verzoek van de bibliotheeksecretaresse om de pagina's 23, 68, 112 en 113 alsmede pagina 349 onderaan niet te lezen, omdat ze vond dat het nog niet geschikt was voor de scholier.
Hoewel de door Dolf Brouwers gespeelde hoofdfiguur in deze serie niet Sjef van Oekel heet, maar Waldo van Dungen, gaat het in feite om hetzelfde typetje. Afwijkend zijn echter zijn broek en jasje in plaats van smoking, haardracht en brilmontuur. Waarom er voor een andere naam is gekozen is niet helemaal duidelijk, maar bijna alle personages hebben in de serie de naam van een merk chocolade. Zowel Sjef als Waldo hebben in de series van Schippers Gé Braadslee als vrouw.
In de series die na Het is weer zo laat volgden heet het karakter van Brouwers weer gewoon Sjef van Oekel, al noemt hij zichzelf in de serie De Lachende Scheerkwast ook ouderling van Dalden. Alhoewel de andere series niet meer over de nachtclub gaan, refereert Van Oekel hier wel aan Van Dungen en diens dood. Waarom is niet helemaal duidelijk, omdat het nogal verwarrend is. Aan de andere kant is dit ook weer typisch de stijl van Wim T. Schippers.
Nog een voorbeeld hiervan is dat het personage Boy Bensdorp in Het is weer zo laat geen moeder meer heeft en in de latere series van Schippers wel een grootmoeder.
Opvallend in de serie waren de achternamen. Bijna alle personages zijn genoemd naar een merk chocolade uit heden en/of verleden zoals Van Dungen, Lindt, Bensdorp, Ada Blooker (bedrijfsleidster), de Heer van Houten, Driessen, Vink, Verkade, Droste, Hershey, Korff, Ringers, De Beukelaer, Venz en De Zaan.

## Rolverdeling
| Personage               | Acteur/actrice               |
| ----------------------- | ---------------------------- |
| Waldo van Dungen        | Dolf Brouwers                |
| Dr. Karlheinz Lindt     | Cor Beurskens                |
| Bertus Plek             | Henk Laan                    |
| Boy Bensdorp            | Rob van Houten               |
| Thea Fens               | Diana Dobbelman              |
| Gé Braadslee            | Mimi Kok                     |
| Ada Blooker             | Hannah de Leeuwe             |
| Barman Thijs            | Rob Romkes                   |
| Petra van Dungen        | Katelijne Hoorweg            |
| Dorien                  | Zillah Emanuels              |
| Dick de Heer            | Peter Römer                  |
| Jan Vos                 | Clous van Mechelen           |
| Deurbekladdende bargast | Cees Schouwenaar             |
| Solicitant Ober         | Cees Schouwenaar             |
| Man aan bar             | Cees Schouwenaar             |
| Kitty                   | Andrea van Houten            |
| Uitgever Droste         | Jan Wegter                   |
| Maximiliaan Vink        | Cees van Oyen                |
| Lady Kelly              | Lady Kelly (Zichzelf)        |
| Dronkaard               | Jan Vreeken                  |
| Ds. Bongers             | Gerard Schiering             |
| Dokter                  | Dick Scheffer                |
| Nieuwe huiseigenaar     | Truus Dekker                 |
| Verdwaalde vrouw        | Truus Dekker                 |
| Verkade                 | Ben Hulsman                  |
| Pim                     | Rudi Falkenhagen             |
| Directeur Knarsemeyer   | Karel Seelt                  |
| James B. Hershey        | Otto Sterman                 |
| Leo Korff               | Ferd Hugas                   |
| Marisa                  | Marisa (Zichzelf)            |
| Gerard Ringers          | Carol van Herwijnen          |
| Lova Bomb Kiss          | Lova Bomb Kiss (Zichzelf)    |
| ?                       | Carry Schomper               |
| Hospita De Beukelaer    | Mody Alfredo                 |
| Willy Dobbe             | Willy Dobbe (Zichzelf)       |
| Godsdienstfanaat        | J.C. Ris                     |
| Kees Schilperoort       | Kees Schilperoort (Zichzelf) |

## Afleveringen
| Aflevering | Titel                    | Uitzenddatum     |
| ---------- | ------------------------ | ---------------- |
| 1          | Stop de neutronenbom!    | 12 februari 1978 |
| 2          | Scheiden doet lijden     | 19 februari 1978 |
| 3          | Kortsluiting             | 26 februari 1978 |
| 4          | Het is een dochter!      | 5 maart 1978     |
| 5          | Een mooi portret         | 12 maart 1978    |
| 6          | De vieze deur            | 19 maart 1978    |
| 7          | Bergafwaarts             | 2 april 1978     |
| 8          | De sigaar                | 9 april 1978     |
| 9          | Wat nu?                  | 16 april 1978    |
| 10         | 't Is jammer maar helaas | 23 april 1978    |

## Dvd
De gehele serie verscheen op dvd als deel 5 in de door de VPRO uitgegeven serie "Wim T. Schippers televisiepraktijken sinds 1962".